# 大澳文化工作室

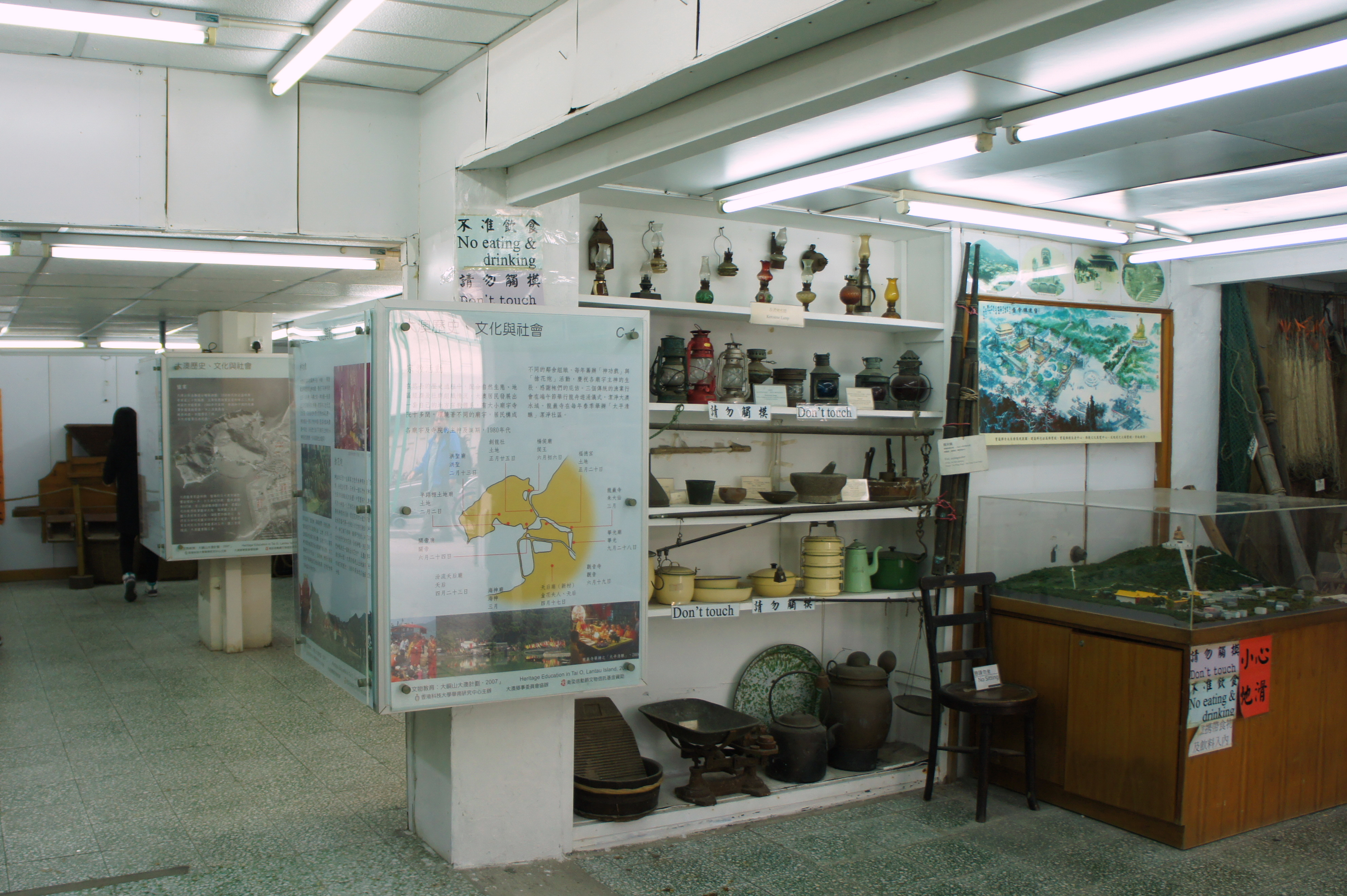
位於香港大嶼山大澳永安街54號的大澳文化工作室

大澳文化工作室，位於香港大嶼山大澳大澳永安街54號地下，於2001年6月開幕，是一所介紹大澳歷史和文化的展覽館，亦是未受政府資助的非牟利團體。該文物館自稱為香港首所民營博物館，由黃惠推動民間自資籌辦，黃惠琼本人自行管理。 文物館的宗旨就是推動社區文化研究及交流，促進社區更新及發展。

## 歷史
黃惠琼自稱文物館的成立是靠一個國際基金會撥款20多萬捐助。她原本向政府要求建立一間關於漁村文化的文物館，但因政府以「香港已有兩間博物館（指香港歷史博物館及香港文化博物館）」為由拒絕。最後她向該國際基金會申請撥款，才令文物館得以順利成立。 文物館自2001年至2005年期間，已有20多萬人次參觀，並接待不少遊客作自然生態考察。
此外，文物館曾經建議斥資政府興建「鹽業文化資料館及旅遊資源中心」，以達至大澳的可持續發展，但最後不了了之。
文物館在未受政府資助下，仍能落實博物館的展覽、收藏、研究及教育等四項基本功能。但正因如此，文物館只靠售賣其明信片、帶領本地生態團及接受捐款以維持營運，經營一直困難。2008年9月23日，因受颱風黑格比一夜吹襲，把文物館近100件展品、書本及明信片摧毁浸濕，全部報廢。當時黃惠琼表示因資金問題，未必會再花錢維修繼續經營。2009年9月15日期間，文物館再因颱風巨爵吹襲而受到破壞，又有不少展品被浸壞。

## 展品
文物館展出大澳居民的生活照片和日常用品，大部份都是大澳居民捐出，有些則是黃惠琼本人和其丈夫在大澳泥灘檢拾回來。
而文物館其中一個重要展品就是一條8呎長的鯨魚顎骨。該鯨骨在20多年前由一名大澳居民拾獲，在2001年啟用時搬往文物館作免費展覽。2003年9月18日，漁農自然護理署及警方以非法藏有瀕危物種為理由，派員持搜查令到文物館拆走鯨骨，存放在深水埗警署貨倉內，並考慮提出檢控，事件引起大眾嘩然。在輿論壓力下，漁護署於10月3日放棄檢控，並於10月21日送回文物館繼續展示。

## 結業原因
黃惠琼於2009年9月表示因私人問題為由，可能於2011年關閉文物館。
2016年7月，大澳文化工作室因業主重建舊居而閉館。

## 開放時間
文物館每日下午1時至5時免費開放予公眾，但若在星期一至星期五參觀，就需要致電（852）2985-6118預約。

## 外部連結
- 永續的家園——大澳（页面存档备份，存于），大澳文化工作室
- 漁港情，保育心――以香港漁村生活為題材的博物館和展覽，〈文博專輯〉，香港浸會大學歷史學系《當代史學》第9卷第1期（2008年3月），頁7